# W52SH
W52SH（ダブリュ ごーにー エスエイチ）は、シャープが日本国内向けに開発した、auブランドを展開するKDDIおよび沖縄セルラー電話のCDMA 1X WIN対応の携帯電話である。

## 特徴
auではW41SH、W51SHに続くシャープ製端末の第3弾、ワンセグ対応機種では第2弾である。『ニュー・コンパクト・スタンダード』および『ホリゾンタル・ビューティー・デザイン』のコンセプトを基に、形状は回転2軸折りたたみ形で厚さ（奥行）17.6ミリの薄型で、シャープ初の非サイクロイド型のワンセグ対応機種となる。また、この機種はワンセグに対応してはいるが「AQUOSケータイ」の愛称は付いていない。
W51SHから比べ、地上デジタル音声放送実用化試験の受信機能(2011年3月31日で放送終了)やTV出力が非搭載になっている。また、今までのAQUOSケータイが左側の最端部にワンセグ受信用アンテナを設けているからか、やはりW52SHも回転2軸ながら左側にワンセグ受信用アンテナを設けている。
また、液晶は同社の液晶テレビ「AQUOS」で培われてきた技術が採用されており、他社のIPS液晶や有機ELに匹敵する高コントラスト性を持った自社製のモバイルASV液晶の美しさはかなり評価されている。ただし端末本体の薄型化と実用性をバランスよく両立させる理由で同社のお家芸ともいえるベールビュー液晶は本機種には搭載されていない。モノラルスピーカーからステレオスピーカーに変更されている。
auのシャープ製機種では定番となった「Task Bar機能」を搭載し、auのシャープ製機種では初めてEZ FeliCaとAF付きカメラを搭載した。またEZ Felicaのアドホック通信機能を利用した最新サービスの「Touch Message」に対応しているほか、新サービスにも対応しているが、W44K IIを除くauの1X WIN対応2007年夏モデルとしては唯一「オープンアプリプレイヤー」に対応していない。

## 沿革
- 2007年（平成19年）5月22日 - KDDI、およびシャープより公式発表。
- 2007年7月5日 - 沖縄地区にて発売。
- 2007年7月6日  - 北海道・北陸・関西・中国・四国・九州地区にて発売。
- 2007年7月7日 - 東北・関東・中部地区にて発売。
- 2008年（平成20年）2月 - 販売終了。
- 2012年（平成24年）7月22日 - L800MHz（旧800MHz帯・CDMA Bandclass 3）帯によるサービスの停波によりそれ以降はN800MHz（新800MHz帯・CDMA Bandclass 0 Subclass 2）帯および2GHz（CDMA Bandclass 6）帯の各サービスで利用する事となる。
- 2022年（令和4年）3月31日（予定） - 3Gサービスの完全終了・完全停波により当端末は利用不可となる[4]。

## 評判
デザイン、機能面、使用感にそれぞれ評価が高く、派手さはあまり感じないものの、スリムで落ち着きのあるデザインであり、なお且つバランスのとれたワンセグ対応端末として本来は20～30歳代の女性ユーザー向けの端末として企画されていた。しかし実際に売り出してみると老若男女の幅広いユーザー層から高い人気を得ており、ITmediaのau向けの携帯売り上げランキングでは販売開始直後4位で初登場し、登場2週目以降からは18週に渡り1位を獲得していた。その後しばらくは「EXILIMケータイ W53CA」、「INFOBAR2」、「Woooケータイ W53H」、「W53T」などの機種に1位の座を明け渡し、au向け携帯売り上げランキングの上位10位内に滞在する状態が続いた。そして、およそ3ヵ月後の2008年2月4日～2月10日のau向け携帯売り上げランキングで再び1位になり、3週に渡り1位を維持した。しかし、再び「Woooケータイ W53H」等の後発機種に1位の座を明け渡して次第にランキングの上位10位内から退いた。。なお2010年1月現在、既存のau向けのシャープ製端末からすれば販売台数が最も多い機種であり、au向けの歴代のワンセグ対応端末としても現時点では販売台数が最も多い機種である。同期に発表されたauの2007年夏モデルの「W52SA」および「EXILIMケータイ W53CA」、更に歴代および後発のau向け端末を含めた場合では2005年度のベストセラーモデル「A5509T」や2006年度のベストセラーモデル「W41CA」、2008年度のベストセラーモデル「Woooケータイ W53H」、2009年（平成21年）度のベストセラーモデル「K002」（KY002）、2010年（平成22年）度のベストセラーモデル「beskey」（HIY02）と並ぶベストセラーモデルといえる。

## 対応サービス
- au Smart Sports（別途ダウンロードにて対応。2008年2月28日より対応となった）
- じぶん銀行用アプリ「じぶん通帳」（別途ダウンロードにて対応。Ver.1.0のみ対応）
- 着うたフル
- EZ待ちうた
- EZ・FM
- EZテレビ（ワンセグ）
- EZ FeliCa
- モバイルSuicaアプリ（別途ダウンロードにて対応）
- EZチャンネルプラス
- EZニュースフラッシュ
- EZニュースEX（EZweb版のみ対応）
- EZナビウォーク（声入力・3D対応）
- EZ助手席ナビ
- 安心ナビ
- 災害時ナビ
- 緊急通報位置通知
- EZチャンネル
- LISMO MUSIC（LISMOビデオクリップ対応）
- 赤外線通信 (IrSimple)
- EZケータイアレンジ
  - 標準プリセットデータとして「えすえいち村」がプリセットされている。
- EZアプリ (BREW)(オープンアプリプレイヤー非対応)
  - お試し版としてセガの「ぷよぷよフィーバーDX」[10] とケータイコミック「ハチミツとクローバー」がそれぞれプリセットされている。
- PCサイトビューアー
- デコレーションメール
- 絵しゃべりメール
- ラッピングメール
- Touch Message

## 不具合
2007年10月18日に以下の不具合の修正がケータイアップデートにより行われた。
- オールリセット、メモリリセットを実行してもプライベートフォルダ内のデータが削除されない場合がある。
- オールリセット、機能リセットを実行しても転送先登録の設定が削除されない場合がある。
- 通話中に、電源/終話キーを押した時の反応が遅い場合がある。
- auICカードの接触不良により電源のリセットが発生する場合がある。

2008年4月10日に以下の不具合の修正がケータイアップデートにより行われた。
- アラームが設定した時刻に鳴動しない場合がある。
- EZニュースフラッシュが更新されない場合がある。
- microSD™メモリカードに保存したEZチャンネルのコンテンツが携帯電話本体に保存できない場合がある。

2009年2月3日に以下の不具合の修正がケータイアップデートにより行われた。
- 電源ON時、「Loading」表示から待受画面に遷移せず、正常に起動しない場合がある。
※アップデート後、上記の不具合が解消されなかった場合はauショップ、PiPitなどの全国のトヨタディーラー各社 (ただし一部店舗を除く) にて持ち込み修理を依頼する必要がある。

## 注・出典
1. ↑  2012年7月23日より利用不可
2. ↑  最厚部は21mm。
3. ↑  同社のau向け端末のステレオスピーカーの採用はW41SH以来の採用となる。
4. ↑  「CDMA 1X WIN」サービスの終了について - KDDI 2018年11月16日
5. ↑  2008年2月11日～2月17日の携帯売り上げランキングでは全キャリア総合でも1位を獲得している。
6. ↑  auの2007年度に発表および発売した全端末中、年間の総合ランキングで最も多く売れたのはW52SHであり、また全キャリアを絡めた2007年度に発表および発売した全端末の年間の総合ランキングの場合であっても最も多く売れたのはやはりW52SHである。(GfK Japan調べ)
7. ↑  2007年度 年間携帯販売ランキング：2007年、最も売れたケータイは? -キャリア総合編- ITmedia +Dモバイル（2008年5月2日）
8. ↑  実際は2007年秋冬モデル。
9. ↑  W41CAはauの2006年に発表および発売した全端末中、上半期と下半期を合わせた場合で最も売れた端末である。(GfK Japan調べ)
10. ↑  競合機種のW52CAにも同アプリがプリセットされている。